# Idrombobomkulite
L'idrombobomkulite è un minerale delle argille anioniche, dove l'anione è costituito dallo ione nitrato. Esposto all'aria, si disidrata in poche ore in mbobomkulite. La disidratazione è irreversibile. Rinvenuto, per la prima volta nel 1979, nelle grotte di Mbobo Mkulu, Mpumalanga, Sudafrica da cui ha preso il nome.
La hydrombobomkulite è un minerale appartenente al gruppo della calcoalumite.

## Morfologia
Polverulento, forma masse nodulari.

## Origine e giacitura
Deriva dall'interazione di soluzioni di solfato di nichel, derivanti dal dilavamento di solfati di rame e nichel, con minerali alluminosilicati e nitrati derivati dal guano di pipistrello (grotte di Mbobo Mkulu, Sudafrica).
Si trova anche presso la miniera Jomac, nel distretto di White Canyon dello Stato dello Utah, USA.